# Ахерн, Майкл
Майкл Ахерн (англ. Michael A'Hearn; 17 ноября 1940 — 29 мая 2017) — американский астрофизик, главный исследователь космического проекта «Дип Импэкт» («Глубокое воздействие»), профессор астрономии Мэрилендского университета.
Изучал физику и астрономию в Бостонском колледже и Висконсинском университете, с 1966 года — сотрудник университета в штате Мэриленд, с 1985 года — директор астрономической программы университета. Участвовал в разработке и реализации нескольких космических проектов НАСА.
Учёный специализировался на изучении малых небесных тел — комет и астероидов. Теоретические исследования профессора были сосредоточены на структуре, составе, физических и химических свойствах комет. Его научные достижения широко признаны, и в 1986 году его именем был назван астероид 3192 Ахерн.